# Мисури (племе)
Мисури (на английски: Missouriq Missouria) е Сиуезично индианско племе, обитавало Големите равнини в Северна Америка. Преди да се заселят в Големите равнини живеят на север от Големите езера като част от уинебаго. По-късно, заедно с ото и айова се отделят от уинебаго и се изместват на запад до Айова. Тук ото и мисури се отделят от айова като ото се отправят нагоре по Мисури, а мисури се установяват при устието на Гранд Ривър. През 18 и 19 век мисури са опустошени от епидемии и от войни с враждебни племена и са принудени да се слеят с ото. Днес обединеното племе ото-мисури живее в Оклахома и е федерално призната племенна единица.

## Култура
Племето е било организирано в патрилинейни кланове. Известни са най-малко 3 техни клана:
- Ту-нан-пин – Черна мечка
- Че-хи-та – Орел, Гръмотевична птица
- Уа-кан-та – Гръмотевична птица
- Кда – Орел
- Кде-тан – Сокол
- Мо-ми – вероятно хора от друго племе
- Хо-ма или Хо-та-чи – Елен[1]

Живели в малки постоянни земеделски села състоящи се от землянки (earth lodge). При лов и пътуване използвали типита. Жените отглеждали царевица, боб, тикви на малки нивички в речните корита. Мъжете ловували бизони и дребен дивеч, жените още събирали различни диви растителни храни, ядки и плодове. Също така ловяли и риба.

## Население
Според предварителни оценки на населението, през 1760 г. мисури наброяват около 1000 души. Луис и Кларк през 1805 г. съобщават за 300 души. До 1829 г. сред ото живеят само 80 души

## Език
Език им е класифициран към групата Чивире на Сиукското езиково семейство и е тясно свързан с езиците на ото и айова.

## Име
Името мисури (Великата кална река) идва от името на река Мисури. Самите те се наричат „Ниутачи – хората на устието на реката“.

## История
Първоначално мисури, заедно с айова и ото са част от племето уинебаго и живеят северно от Големите езера. По-късно се изместват на юг до Грийн Бей в Уисконсин. Около 1570 г. айова, ото и мисури се отделят от уинебаго и се преместват на запад към Мисисипи. Установяват се в Айова, където ото и мисури се отделят и продължават на запад до река Мисури. Тук в резултат на някакъв спор двете племена се разделят като ото продължава нагоре по Мисури, а мисури остават в близост до устието на Гранд Ривър.
За първи път името мисури се споменава през 1687 г. от французите, които построяват форт близо до селото им. Анри дьо Тонти среща част от тях на Мисисипи южно от река Илинойс. В началото на 18 век французите ги откриват на левия бряг на Мисури близо до устието на Гранд Ривър. През 1723 г. селото им се намира под река Канзас. Около 1798 г. са разпръснати от сауките и фоксите. 5 – 6 семейства се присъединяват към осейджите, 2 – 3 към канза, а останалите се сливат с ото. След това племето се събира отново, тъй като през 1805 г. Луис и Кларк намират селото им на юг от река Плат, след като са изоставили селото си на Гранд Ривър заради епидемия от едра шарка. Епидемия ги покосява отново през 1823 г. До 1829 г. само 80 от тях живеят при ото. По данни на Уилям Уитман именно от 1829 г. започват да се вливат в ото. Към 1833 г. племето толкова сериозно е пострадало от епидемии и войни с враждебни племена, че оцелелите са принудени да се присъединят към ото. Въпреки че се присъединяват към ото и са малобройни те запазват своята самостоятелност и се управляват от собствени вождове. През 1842 г. селото им се намира на южния бряг на река Плат в Небраска. През 1885 г. заедно с ото са изселени в Индианската територия. До началото на 20 век двете племена толкова са се смесили, че са вече неразличими. През 1905 г. обединеното племе ото-мисури наброява само 385 души.